# Mohamed Mourad Naji
Mohamed Mourad Naji, né le 24 août 1990 à Khénifra, est un footballeur marocain évoluant au poste de défenseur au CR Al Hoceima.